# Lekkoatletyka na Letnich Igrzyskach Olimpijskich 1976 – pięciobój kobiet
Pięciobój kobiet podczas XXI Letnich Igrzysk Olimpijskich w Montrealu rozegrano 25 i 26 lipca 1976 na Stadionie Olimpijskim w Montrealu. Zwyciężczynią została reprezentantka Niemieckiej Republiki Demokratycznej Siegrun Siegl, która uzyskała taki sam rezultat, co jej koleżanka z reprezentacji NRD Christine Laser, ale była od niej lepsza w trzech konkurencjach.

## Rekordy

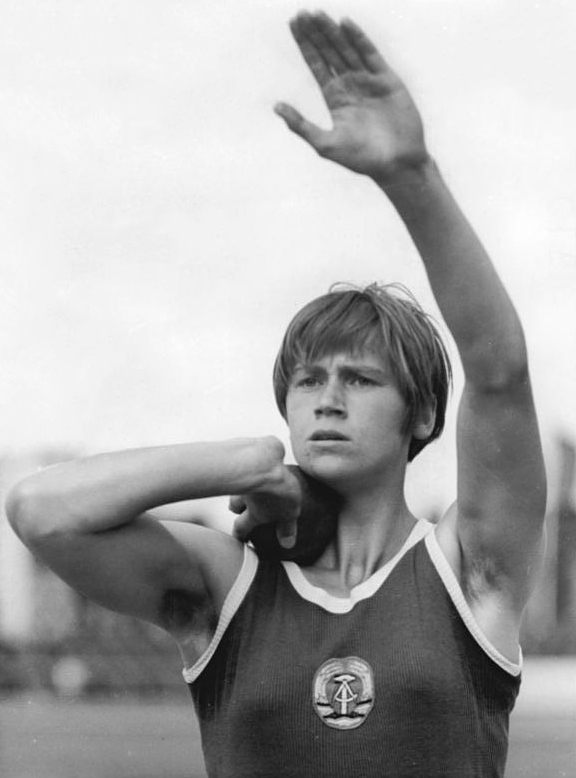
Burglinde Pollak

|                   | Zawodniczka      | Narodowość      | Wynik       | Data                  | Miejsce   |
| ----------------- | ---------------- | --------------- | ----------- | --------------------- | --------- |
| Rekord świata     | Burglinde Pollak | NRD             | 4932        | 22 września 1973(dts) | Bonn      |
| Rekord olimpijski | Mary Peters      | Wielka Brytania | 4801 (4841) | 1 września 1972(dts)  | Monachium |

## Wyniki
| Poz. - pozycja |
| – rekord świata \| – rekord krajowy \| – rekord życiowy \| = – wyrównany rekord życiowy \| · – najlepszy wynik w sezonie \| = – wyrównany najlepszy wynik w sezonie \| – rekord olimpijski |
| DNF – nie ukończyła \| DNS – nie wystartowała \| DSQ – zdyskwalifikowana \| NM – Brak zaliczonej wysokości                                                                                 |

| Poz. | Zawodniczka                   | Punkty      | 100 m ppł | Kula    | Wzwyż  | W dal  | 200 m   |
| ---- | ----------------------------- | ----------- | --------- | ------- | ------ | ------ | ------- |
| 1    | Siegrun Siegl                 | 4745 (4777) | 13,31 s   | 12,92 m | 1,74 m | 6,49 m | 23,09 s |
| 2    | Christine Laser               | 4745 (4774) | 13,55 s   | 14,29 m | 1,78 m | 6,27 m | 23,48 s |
| 3    | Burglinde Pollak              | 4740 (4767) | 13,30 s   | 16,25 m | 1,64 m | 6,30 m | 23,64 s |
| 4    | Ludmiła Popowska              | 4700 (4719) | 13,33 s   | 15,02 m | 1,74 m | 6,19 m | 24,10 s |
| 5    | Nadieżda Tkaczenko            | 4669 (4692) | 13,41 s   | 14,90 m | 1,80 m | 6,08 m | 24,61 s |
| 6    | Diane Jones                   | 4582 (4616) | 13,79 s   | 14,58 m | 1,80 m | 6,29 m | 25,33 s |
| 7    | Jane Frederick                | 4566 (4564) | 13,54 s   | 14,55 m | 1,76 m | 5,99 m | 24,70 s |
| 8    | Margit Papp                   | 4535 (4567) | 14,14 s   | 14,80 m | 1,78 m | 6,35 m | 25,43 s |
| 9    | Penka Sokołowa                | 4383 (4353) | 13,32 s   | 13,70 m | 1,64 m | 5,93 m | 24,95 s |
| 10.  | Margot Eppinger               | 4352 (4318) | 13,97 s   | 12,75 m | 1,68 m | 6,07 m | 24,61 s |
| 11.  | Đurđa Fočić                   | 4314 (4290) | 14,48 s   | 12,65 m | 1,68 m | 6,28 m | 24,78 s |
| 12.  | Susan Longden                 | 4276 (4232) | 13,91 s   | 10,87 m | 1,71 m | 5,92 m | 24,20 s |
| 13.  | Gale Fitzgerald               | 4263 (4209) | 14,16 s   | 12,51 m | 1,68 m | 5,89 m | 24,73 s |
| 14.  | Tatjana Worochobko            | 4245 (4166) | 13,71 s   | 13,08 m | 1,74 m | 4,97 m | 24,85 s |
| 15.  | Andrea Bruce                  | 4198 (4153) | 13,94 s   | 10,23 m | 1,82 m | 5,50 m | 24,66 s |
| 16.  | Ilona Bruzsenyák              | 4193 (4152) | 14,00 s   | 10,86 m | 1,71 m | 6,04 m | 25,30 s |
| 17.  | Marilyn King                  | 4165 (4095) | 14,47 s   | 12,27 m | 1,74 m | 5,62 m | 25,27 s |
| 18.  | Miriama Tuisorisori-Chambault | 3827 (3736) | 14,78 s   | 9,38 m  | 1,55 m | 5,84 m | 24,89 s |
| 19.  | Ana María Desevici            | 3628 (3478) | 15,49 s   | 10,60 m | 1,60 m | 5,28 m | 26,46 s |
| –    | Edith Noeding                 | DNF         | 14,06 s   | 11,41 m | 1,64 m | –      | –       |